# Paus Adrianus IV
Adrianus IV, geboren als Nicholas Breakspear (Abbots Langley, ca. 1100 – Anagni, 1 september 1159) was paus van 1154 tot 1159. Hij is de enige Engelse paus uit de geschiedenis.

## Jeugd
Aangenomen wordt dat hij is geboren in Abbots Langley in Hertfordshire. Zijn vader was een pater die leefde in het plaatselijk klooster van Sint-Albanus. De jonge Nicholas zou zijn eerste onderricht hebben gehad op de kloosterschool. Hij wilde zelf ook toetreden tot het klooster, maar dat werd hem geweigerd. In plaats daarvan vertrok hij naar Parijs om zijn opleiding te vervolgen. In Frankrijk trad hij alsnog toe tot een klooster bij Arles, waar hij in 1137 tot abt werd verkozen.
Als abt bleek hij een hervormer. Dat leidde tot de nodige onrust en tot klachten tegen hem bij de Heilige Stoel. Die klachten zorgden ervoor dat hij werd opgemerkt door de toenmalige paus Eugenius III (1145–53), die hem kardinaal en bisschop van Albano maakte.
Van 1152 tot 1154 verbleef Nicholas in Scandinavië als pauselijk legaat. Hij was betrokken bij de vestiging van het nieuwe aartsbisdom in Trondheim en de instelling van een eigen metropoliet voor Zweden, dat werd afgescheiden van het (toen) Deense aartsbisdom in Lund.

### Verkiezing tot paus
Na zijn terugkeer uit Scandinavië werd Nicholas eervol ontvangen door de nieuwe paus Anastasius IV (1153–54). Na diens dood werd Nicholas op 4 december 1154 zelf tot paus verkozen. Hij nam de naam Adrianus IV aan.
Als zijn eerste taak zag hij het neerslaan van het anti-pauselijk sentiment in Rome. Dat sentiment werd vertegenwoordigd door Arnold van Brescia. Met hulp van Frederik Barbarossa slaagde Adrianus er in Arnold van Brescia te verslaan. Uit dankbaarheid kroonde hij Barbarossa tot keizer in de Sint-Pietersbasiliek. Deze kroning markeert de toevoeging van het predicaat Heilige aan het Roomse Rijk.

### Laudabiliter
In 1155 vaardigde Adrianus de bul Laudabiliter uit, waarmee hij de autoriteit van de Kerk over de Britse eilanden bevestigde. Hendrik II van Engeland gebruikte de bul in 1171 om zijn claim op de soevereiniteit van Ierland te bevestigen.

### Byzantium
Kort na de kroning van Barbarossa vielen troepen van de keizer van het Oost-Romeinse Rijk het zuiden van Italië binnen. Het zuiden, met name Sicilië werd in die tijd beheerst door de Noormannen. Adrianus had weinig op met hen. Bovendien zag hij een mogelijkheid om het schisma van 1054 te herstellen. Hij steunde daarom de Byzantijnse keizer Manuel Comnenus. De keizer op zijn beurt droomde van een herstel van het Romeinse Rijk.
Na aanvankelijke successen dolven de troepen van de paus en de keizer uiteindelijk het onderspit in de slag om Brindisi. Het herstel van de keizerlijke macht over Italië was daarmee voorgoed buiten beeld. Hetzelfde gold voor de wens van de paus. Daarbij was het ook zeer de vraag of de aanspraak van de paus op religieuze superioriteit voor de orthodoxe gelovigen acceptabel zou zijn geweest.

### Strijd met Barbarossa
Op de Rijksdag van Besançon in oktober 1157 verzette Adrianus zich via zijn gezant, de latere paus Alexander III, tegen keizer Frederik I Barbarossa. De strijd ging met name om het recht bisschoppen te benoemen. De paus had hiervoor een brief geschreven aan de keizer welke ongelukkig vertaald werd. Het woord beneficia werd uitgelegd in de feodale betekenis van het woord, hetgeen Barbarossa als een ernstige belediging opvatte. De keizer als vazal van de paus was voor hem onverteerbaar. Adrianus heeft daarna nog wel getracht in een nieuwe brief het misverstand te verklaren, maar de relatie tussen beiden was definitief verbroken.
Adrianus stond op het punt om Barbarossa te excommuniceren toen hij stierf.
Cursief: tegenpaus
- Bibsys: 90585898
- Biblioteca Nacional de España: XX1166557
- Bibliothèque nationale de France: cb145481118 (data)
- Catàleg d'autoritats de noms i títols de Catalunya: 981058521807706706
- Gemeinsame Normdatei: 118719785
- International Standard Name Identifier: 0000 0004 3524 1744
- Library of Congress Control Number: n85287832
- MusicBrainz: 69561f77-334b-4aca-935c-8736280bc94d
- Nationale Bibliotheek van Tsjechië: kup19980000000554
- Nationale bibliotheek van Australië: 50213090
- Nationale Bibliotheek van Israël: 987007469354805171
- Nationale Bibliotheek van Polen: a0000003265979
- Nederlandse Thesaurus van Auteursnamen: 075169460
- Istituto Centrale per il Catalogo Unico: LO1V188634
- LIBRIS: 219502
- Système universitaire de documentation: 07047043X
- Trove: 1530784
- Virtual International Authority File: 25397217